# Milady Félix de L'Official
Milady Félix de L'Official, född 1906, död 2001, var en dominikansk politiker. Hon blev 1942 en av de tre första kvinnliga parlamentsledamöterna i Dominikanska republiken. Hon satt i parlamentet 1942–1952. 